# Cantone di Tôtes
Il Cantone di Tôtes era una divisione amministrativa dell'arrondissement di Dieppe.
È stato soppresso a seguito della riforma complessiva dei cantoni del 2014, che è entrata in vigore con le elezioni dipartimentali del 2015.
Comprendeva i comuni di
- Auffay
- Beauval-en-Caux
- Belleville-en-Caux
- Bertrimont
- Biville-la-Baignarde
- Bracquetuit
- Calleville-les-Deux-Églises
- Étaimpuis
- La Fontelaye
- Fresnay-le-Long
- Gonneville-sur-Scie
- Imbleville
- Montreuil-en-Caux
- Saint-Denis-sur-Scie
- Saint-Maclou-de-Folleville
- Saint-Pierre-Bénouville
- Saint-Vaast-du-Val
- Saint-Victor-l'Abbaye
- Tôtes
- Val-de-Saâne
- Varneville-Bretteville
- Vassonville